# Hammam al-Nahassin

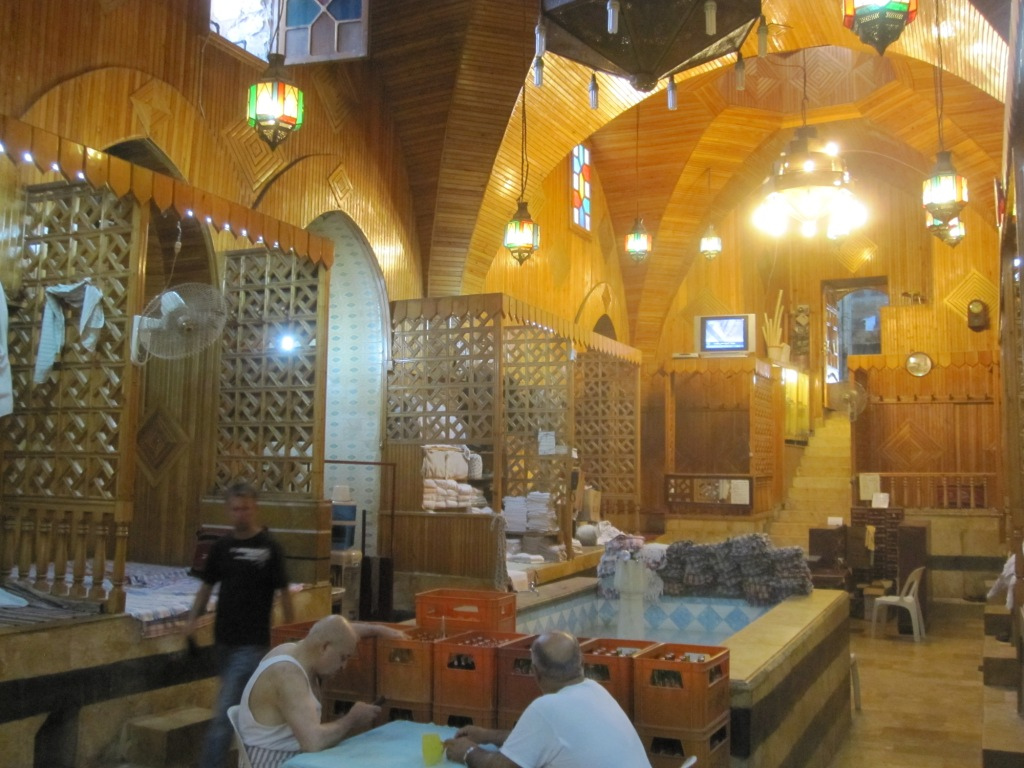
Vue de l'intérieur.

Le hammam al-Nahassin (حمام النحاسين, ce qui signifie bains des chaudronniers) était le hammam (bains publics) le plus prestigieux de la ville d'Alep, deuxième ville par son importance de Syrie, au nord du pays.
Le hammam al-Nahassin se trouvait dans le souk al-Madina, au sud de la Grande Mosquée des Omeyyades. Il a été construit au XIIe siècle, sous la dynastie ayyoubide. Il a été reconstruit et restauré  à diverses reprises sous les Mamelouks et les Ottomans. 
Avant la prise de cette partie de la ville par la rébellion, le hammam était ouvert de 9 heures du matin à 3 heures du matin. 
Fin décembre 2016, la ville d'Alep est reprise par les forces gouvernementales de Bashar al-assad.  En janvier 2017, il ne reste plus que le toit des bains al-Nahassin à être à peu près en état, tout le reste du bâtiment ayant été la proie des flammes lors des incendies liés aux combats qui se sont déroulés en 2012 et 2013.
Le hammam al-Nahassin était constitué de trois sections : 
- La section interne avec les pièces chaudes et les bains de vapeur. Les pièces chaudes servent au repos avant de prendre un bain. Les bains de vapeur servent au nettoyage du corps et à prendre des bains de vapeur.
- La section centrale sert aux massages.
- La section externe est la plus grande, avec son décor de bois et son sol en marbre. Les baigneurs peuvent s'y reposer, boire et prendre des mets, autour du bassin.